# 501 Batalion Zaopatrzenia
501 Batalion Zaopatrzenia (niem. Nachschub-Bataillon 501) – pomocniczy oddział wojskowy Wehrmachtu złożony z Niemców, mieszkańców Azji Środkowej i Ukraińców podczas II wojny światowej
25 listopada 1942 roku na okupowanych terenach Północnego Kaukazu został sformowany 1001 Turkiestański górski batalion transportowy (Turkestanische Gebirgs Träger Bataillon 1001). Jego dowódcą był mjr Schweitzer. Miał trzy kompanie złożone z byłych jeńców wojennych z Armii Czerwonej, pochodzących spośród narodów sowieckiej Azji Środkowej. Oddział wykonywał zadania transportowe na rzecz wojsk niemieckich. Był podporządkowany 17 Armii. Po odwrocie z Kaukazu na jego bazie utworzono 20 września 1943 r. 501 batalion zaopatrzenia, liczący sześć kompanii. Do trzech turkiestańskich kompanii dołączono trzy kompanie niemieckie. Oddział został podporządkowany Grupie Armii "Środek". W skład 4 kompanii pod koniec 1944 roku weszli Ukraińcy. Na początku 1945 r. batalion stacjonował we Frankfurcie nad Odrą, podlegając 9 Armii.